# نونتسیو مالاسوما
نونتسیو مالاسوما (ایتالیایی: Nunzio Malasomma؛ ۴ فوریهٔ ۱۸۹۴ – ۱۲ ژانویهٔ ۱۹۷۴)  کارگردان فیلم، فیلم‌نامه‌نویس، و تدوین‌گر اهل ایتالیا بود.
از فیلم‌ها یا مجموعه‌های تلویزیونی که وی در آن‌ها نقش داشته است می‌توان به ما هفت خواهر بودیم، شیطان در صومعه و زن نابینای سورنتو اشاره نمود.